# Асфоделева лука
Асфоде́лева лука (грец. Asphodelos leimon) — місце давньогрецької міфології, лука в Аїді, де квітне асфодель і вічно й безцільно блукають тіні померлих. Потрапивши на луки, тіні вирушають до ріки Лета, випивають воду із неї та забувають земне життя. Опісля повертаються на луки, безрадісно існуючи.
Під назвою «Асфоделонські поля» згадується в Лесі Українки («Кассандра»). Також згадується у відеогрі «Hades».